# Blijdenstein (De Wolden)
Blijdenstein is een buurtschap in de gemeente De Wolden, provincie Drenthe (Nederland).
De buurtschap ligt ten noordoosten van Meppel en ten zuiden van Ruinerwold, waar de buurtschap deel van uitmaakt. 
Het centrale punt van Blijdenstein is de hervormde kerk. Het gebouw dateert uit de 15e of 16e eeuw en is in gotische stijl gebouwd met een Drentse toren. De kerk (en daarmee de buurtschap) wordt in 1152 voor het eerst genoemd als de bisschop van Utrecht, Herman, de begiftiging van de kerk te Blidenstat door zijn voorganger Hartbert bevestigd. De kerk was toen aan Maria Magdalena gewijd, later werd dit Sint-Bartholomeus. In 1331 werd Koekange van de parochie Blijdenstein afgescheiden.
De gekanaliseerde rivier de Wold Aa loopt door Blijdenstein, en de buurtschap vormt een populaire plek voor amateurvissers.
In het verleden was er nabij Blijdenstein een station, geheten Station Ruinerwold, aan de spoorweg Meppel-Groningen.

## Gat van Blijdenstein / Engelgaarde
In de nabijheid van de buurtschap ligt een grote, zeer diepe plas ontstaan door zandafgravingen. Deze plas werd vroeger het Gat van Blijdenstein genoemd; de officiële naam is tegenwoordig Engelgaarde. De plas, omringd door bos- en struikgewas en met enkele strandjes, is een populaire locatie voor recreanten om in te zwemmen, duiken of rond te wandelen. Aan de noordzijde van de plas bevinden zich parkeerplaatsen voor bezoekers, te bereiken vanaf Blijdenstein met de auto of per fiets vanuit Meppel.